# Thomas Damgaard
Thomas Damgaard (* 9. Mai 1974) ist ein dänischer Badmintonspieler. 

## Karriere
Thomas Damgaard gewann bis 1992 mehrere nationale und internationale Juniorentitel sowie Bronze bei der Junioreneuropameisterschaft 1991. 1993 siegte er mit Jan Jørgensen bei den Norwegian International im Herrendoppel, 1994 war er mit ihm bei den Portugal International erfolgreich.

## Sportliche Erfolge
| Saison    | Veranstaltung                                    | Disziplin    | Platz | Name                                                 |
| --------- | ------------------------------------------------ | ------------ | ----- | ---------------------------------------------------- |
| 1987/1988 | Dänemark: Einzelmeisterschaften der Junioren U15 | Herrendoppel | 1     | Kenneth Jonassen / Thomas Damgaard, Herning          |
| 1991      | Junioren-Europameisterschaft                     | Herrendoppel | 3     | Jim Laugesen / Thomas Damgaard                       |
| 1991/1992 | Dänemark: Einzelmeisterschaften der Junioren U19 | Mixed        | 1     | Thomas Damgaard, Herning / Trine Pedersen, Nr. Broby |
| 1992      | Nordische Juniorenmeisterschaften                | Mixed        | 1     | Thomas Damgaard / Rikke Olsen                        |
| 1992      | Nordische Juniorenmeisterschaften                | Herrendoppel | 1     | Thomas Damgaard / Jim Laugesen                       |
| 1993      | Norwegian International                          | Herrendoppel | 1     | Jan Jørgensen / Thomas Damgaard                      |
| 1994      | Portugal International                           | Herrendoppel | 1     | Thomas Damgaard / Jan Jørgensen                      |